# Hanul de la Orății (pictură de Nicolae Grigorescu)
Acest articol dezvoltă secțiunea Opera a articolului principal Nicolae Grigorescu.
Hanul de la Orății este o pictură realizată de artistul român Nicolae Grigorescu. Lucrarea nu a fost datată, dar a fost semnată în partea stângă jos a ei. Tabloul aparține astăzi Muzeului Național de Artă al României.
Motivul și locul pe care Grigorescu l-a înfățișat în acest tablou, a fost pictat în mai multe variante începând din anul 1877. Hanul Orății a existat în realitate, el fiind localizat în acele vremuri pe șoseaua dintre Ploiești și Brașov, în apropiere de localitatea Posada. După cum se știe, pictorul român a fost de multe ori la Posada, mai ales în ultima perioadă a carierei sale.
Descrierea scenei este simplă: un car cu boi merge agale în lumina solară de amiază, pe drumul care trece, dintre dealurile aflate în spate, prin fața hanului, în timp ce, în partea dreaptă a pânzei, alte care au poposit pentru odihnă. Dacă descriere a fost simplă, peisajul este vast și complex. Toate elementele compoziției ca - animalele, oameni, colinele din depărtare, zidurile și arhitectura vechii clădiri și văzduhul înalt, au fost surprinse într-o notă exactă, delimitând și evidențiind raporturile definitorii și adevărate.
În această lucrare, Nicolae Grigorescu s-a dovedit a fi un pictor capabil de a sugera fizionomia pestriță a grupurilor de țărani. Această calitate a fost dovedită anterior în celebrele sale bâlciuri, în care numai ochiul unui peisagist a putut să înțeleagă caracteristicile specifice ale priveliștilor de deal și de câmpie din România. Hanul Orății este învăluit în lumina unei zile de amiază în plină vară și felul cum a înfățișat boii, arată că artistul a fost un strălucit pictor animalier.
Unui tablou ca Hanul Orății, i se potrivește caracterizarea dată de Delavrancea peisajelor grigoresciene:
„Carele, mulțimea, înălțimile, turmele, pădurile se duc sau se apropie nu numai prin formele lor crescânde sau descrescânde, ci mai ales prin intensitatea și stingerea cromatică a tonurilor, de la vigoarea din primele planuri și până la visul aerian din fundul transparent, adeseori misterios ca o poartă a infinitului.”
 -- Barbu Ștefănescu Delavrancea: citat preluat din Mircea Popescu: N. Grigorescu, seria Arta pentru toți, Editura Meridiane, București, 1962, pag. 28